# Stefán Karl Stefánsson
Stefán Karl Stefánsson (Hafnarfjörður, 10 juli 1975 – Reykjavík, 21 augustus 2018) was een IJslands acteur. Hij was vooral bekend als de slechterik Robbie Rotten in de jeugdserie LazyTown.

## Biografie
Stefán Karl werd geboren in een arbeidersgezin in Hafnarfjörður en behaalde zijn diploma aan de toneelschool van Reykjavik. Vervolgens werd hij lid van het Nationaal Theater van IJsland en speelde hij in verschillende IJslandse theater- en televisieproducties. Hij is de stichter van de non-profitorganisatie Rainbow Children, die zich inzet tegen pesten.
In oktober 2016 maakte Stefán Karl bekend dat hij gediagnosticeerd was met alvleesklierkanker en werd een crowdfundingcampagne opgezet om in zijn levensonderhoud te voorzien. Ter ondersteuning verhieven fans door middel van remixen en mash-ups het Robbie Rotten-lied We are number one tot een internetmeme. Stefán Karl sprak zijn lof uit voor de meme en zond op 11 december 2016 via Facebook een liveoptreden van We are number one uit. De volgende dag werden verschillende instrumentale versies van het nummer op SoundCloud geplaatst om meer mogelijkheden voor remixen te scheppen.
Op 19 mei 2017 maakte zijn vrouw op Facebook bekend dat de kanker was uitgezaaid en dat er twee gezwellen operatief van zijn lever zijn verwijderd. Op 21 juni plaatste zijn vrouw een bericht op Facebook waarin stond dat de kanker wederom was uitgezaaid en dat hij niet meer te genezen was. 
In augustus 2017 verklaarde hij genezen te zijn van zijn stadium 4-kanker. In maart 2018 liet Stefán Karl echter weten dat de kanker terug was en deze keer niet operabel of behandelbaar. Op 21 augustus 2018 overleed hij op 43-jarige leeftijd.
- Biblioteca Nacional de España: XX4869325
- Gemeinsame Normdatei: 1293064432
- International Standard Name Identifier: 0000 0000 7321 385X
- MusicBrainz: 7446820f-98e3-4435-ad1d-8b77ae494fa2
- Virtual International Authority File: 102360585
- WorldCat: E39PBJd3MXvwkWFddJGyvBDpfq